# チャールズ・ローヴェン
チャールズ・ローヴェン（Charles Roven、1949年8月2日 - ）は、アメリカ合衆国の映画プロデューサー。ドーン・スティールとともに、映画製作会社「Atlas Entertainment」を創業し、社長。
元芸能マネージャーでもある。

## プロデュース作品
- Heart Like a Wheel （1983年）
- MADE IN USA （1988年）
- ジョニー・ハンサム Johnny Handsome （1989年）
- サルート・オブ・ザ・ジャガー The Blood of Heroes （1989年）
- キャデラック・マン Cadillac Man （1990年）
- 愛という名の疑惑 Final Analysis （1992年）
- どんな時も Angus （1995年）
- 12モンキーズ 12 Monkeys （1995年）
- 悪魔を憐れむ歌 Fallen （1998年）
- シティ・オブ・エンジェル City of Angels （1998年）
- スリー・キングス Three Kings （1999年）
- ローラーボール Rollerball （2002年）
- スクービー・ドゥー Scooby-Doo （2002年）
- バレット モンク Bulletproof Monk （2003年）
- スクービー・ドゥー2 モンスター パニック Scooby-Doo 2: Monsters Unleashed （2004年）
- ペナルティ・パパ Kicking & Screaming （2005年） 製作総指揮
- バットマン ビギンズ Batman Begins （2005年）
- ブラザーズ・グリム The Brothers Grimm （2005年）
- アイドルワイルド Idlewild （2006年）
- Live! （2007年）
- バンク・ジョブ The Bank Job （2008年）
- ゲット スマート Get Smart （2008年）
- ブルース&ロイドのボクらもゲットスマート Get Smart's Bruce and Lloyd: Out of Control （2008年）
- ダークナイト The Dark Knight （2008年）
- ザ・バンク 堕ちた巨像 The International （2009年）
- デビルクエスト Season of the Witch （2011年）
- ダークナイト ライジング The Dark Knight Rises （2012年）
- マン・オブ・スティール Man of Steel （2013年）
- アメリカン・ハッスル American Hustle （2013年）
- バットマン vs スーパーマン ジャスティスの誕生 Batman v Superman: Dawn of Justice （2016年） 製作
- ウォークラフト Warcraft （2016年）
- グレートウォール The Great Wall / 長城 （2016年）
- What/If 選択の連鎖 What/If (2019年)
- ワンダーウーマン 1984 Wonder Woman 1984 （2020年）
- アンチャーテッド Uncharted （2022年）
- オッペンハイマー Oppenheimer （2023年）
- Hammer Down（TBA）